# Saket
Pour les articles homonymes, voir Saket (homonymie).
Saket est un village touristique de Kabylie en Algérie.
Ce village se situe à l'ouest dans la wilaya (département) de Béjaïa près du parc national de Gouraya, et à 3 kilomètres de la plage de Boulimat.
Il compte une population d’environ 3 000 habitants et près de 50 000 en saison estivale. Sa nature sauvage, sa belle plage de caillas et ses eaux cristallines participent à son attrait.
Saket est à environ 20 minutes de voiture de Bejaïa via la RN 24.